# Запис Вукојичића храст јужни (Ломница)
Запис Вукојичића храст јужни (Ломница) се налази на парцели чији је власник Вукојичић Живадин.

## Локација
| Општина             | Рековац                                                         |
| Катастарска општина | Ломница                                                         |
| Потес               | Село                                                            |
| Координате          | 43° 52′ 32″ С; 21° 05′ 46″ И / 43.875599999999999° С; 21.096° И |
| Надморска висина    | 253m                                                            |

## Карактеристике
Дендрометријске вредности утврђене на терену и сателитским снимцима:
| Стабло                     | Храст |
| Висина стабла              | m     |
| Обим дебла                 | m     |
| Пречник крошње             | 5m    |
| Пречник дебла              | m     |
| Висина дебла до прве гране | m     |

## База записа
Запис је у оквиру Викимедија пројекта "Запис - Свето дрво" заведен под редним бројем 0706.